# Cinachyra helena
Cinachyra helena är en svampdjursart som beskrevs av Juan Manuel Rodriguez och Muricy 2007. Cinachyra helena ingår i släktet Cinachyra och familjen Tetillidae. Inga underarter finns listade i Catalogue of Life.